# Élections législatives jordaniennes de 2020
Les élections législatives jordaniennes de 2020 ont lieu le 10 novembre 2020 afin d'élire les 130 députés de la Chambre des représentants de Jordanie.

## Système électoral
La Chambre des représentants est la chambre basse de l'Assemblée nationale, le parlement bicaméral  de la Jordanie. Elle est dotée de 130 sièges pourvus pour quatre ans, dont 115 au scrutin proportionnel plurinominal avec liste ouverte et vote préférentiel dans 23 circonscriptions de trois à neuf sièges. Parmi ceux-ci, neuf sièges sont réservés à la minorité chrétienne et trois autres aux minorités tchétchène et circasienne. Les électeurs votent pour une liste, et ont la possibilité d'effectuer un vote préférentiel pour l'un des candidats de celle-ci. Après dépouillement des voix, les sièges sont répartis entre les listes de chaque circonscription à la proportionnelle au quotient simple, sans seuil électoral. Leurs candidats ayant recueilli le plus de votes préférentiels en leur nom se voient ensuite attribuer les sièges en priorité. De même, dans chaque circonscription dotée d'un siège réservé, le candidat s'étant préalablement enregistré comme membre de la minorité concernée et ayant reçu le plus de voix l'emporte,. 
Enfin, à ce total s'ajoutent 15 sièges réservés aux femmes selon le système des « meilleures perdantes ». Ceux-ci sont attribués à chacune des candidates n'ayant pas été élue mais ayant obtenu le plus de votes préférentiels dans chacun des douze gouvernorats et des trois districts de Badia, qui se superposent aux précédents et recouvrent les zones désertiques de l'est du pays,.

## Résultats
|                          |                               |           |       |        |               |  |  |  |  |  |  |  |  |  |
| Parti                    | Parti                         | Voix      | %     | Sièges | +/–           |  |  |  |  |  |  |  |  |  |
|                          | Front islamique d'action      |           |       | 5      | 5             |  |  |  |  |  |  |  |  |  |
|                          | Parti islamique du centre     |           |       | 5      | en stagnation |  |  |  |  |  |  |  |  |  |
|                          | Parti du front uni jordanien  |           |       | 1      | 1             |  |  |  |  |  |  |  |  |  |
|                          | Parti de la loyauté nationale |           |       | 1      | 1             |  |  |  |  |  |  |  |  |  |
|                          | Listes indépendantes          |           |       | 118    | 19            |  |  |  |  |  |  |  |  |  |
|                          |                               |           |       |        |               |  |  |  |  |  |  |  |  |  |
| Votes valides            |                               |           |       |        |               |  |  |  |  |  |  |  |  |  |
| Votes blancs et nuls     |                               |           |       |        |               |  |  |  |  |  |  |  |  |  |
| Total                    | Total                         | 1 387 698 | 100   | 130    | en stagnation |  |  |  |  |  |  |  |  |  |
| Abstention               | Abstention                    | 3 260 137 | 70,13 |        |               |  |  |  |  |  |  |  |  |  |
| Inscrits / participation | Inscrits / participation      | 4 647 835 | 29,87 |        |               |  |  |  |  |  |  |  |  |  |

## Suites
Le taux de participation n'est que de 29,87 %. La très grande majorité des élus sont de nouveaux députés. Seuls 16 % sont membres de partis politiques, et le parti d'opposition Front islamique d'action issu des Frères musulmans subit un net recul. La Chambre des députés demeure « dominée par des hommes d'affaires et des représentants de puissantes tribus ».
Les élections se déroulent alors que la pandémie de Covid-19 en Jordanie s'intensifie. Aucune alternative au vote en personne n'ayant été mises en place, des appels au boycott du scrutin apparaissent sur les réseaux sociaux. Un confinement débute dès la fin du scrutin.